# Hellinsia acutus
Hellinsia acutus är en fjärilsart som beskrevs av Kôji Yano 1963. Hellinsia acutus ingår i släktet Hellinsia och familjen fjädermott. Inga underarter finns listade i Catalogue of Life.